# .cs
A .cs évekig Csehszlovákiához tartozott, mint annak legfelső szintű tartomány kódja. Azonban Csehszlovákia 1993-ban felbomlott Csehországra és Szlovákiára, melyekhez nem sokkal utána hozzárendelték a saját kódjaikat, ezek a .cz és a .sk . A .cs használatát fokozatosan, és a tartománykódot 1995 januárja körül megszüntették.
A CS Szerbia és Montenegró ISO 3166-1 kódja is volt, így a .cs elméletileg hozzárendelhető lett volna. Az államszövetség felbomlása miatt azonban ennek az elvi esélye is megszűnt.